# Hôtel des Tournelles

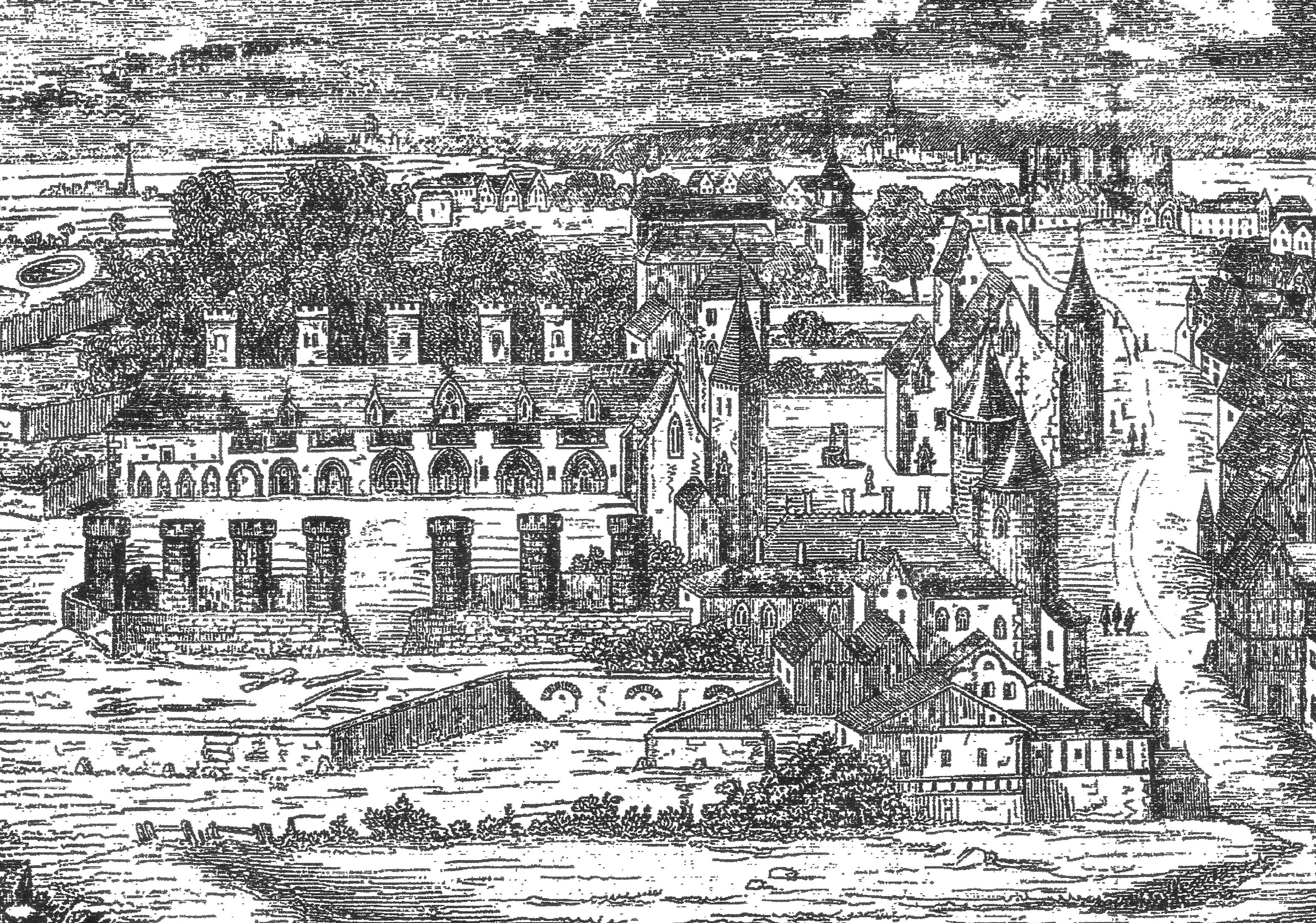
Hotel des Tournelles

Hôtel des Tournelles var ett slott i Paris i Frankrike.  Det var bostad för det franska kungahovet mellan 1436 och 1515. 
Hôtel des Tournelles låg utanför Paris stadsgräns mittemot kungaslottet Hôtel Saint-Pol. Det var ursprungligen ett enkelt hus från 1300-talet, men byggdes ut till ett palats genom anslutningar av närliggande hus under den engelska ockupationen av Paris 1420-1436, då det var bostad åt Frankrikes engelska regent, John, hertig av Bedford. Det fick sitt namn av sina många torn. 
Slottet blev den franska kungafamiljens egendom när Paris återtogs från engelsmännen 1436, och användes sedan ibland som bostad åt det franska hovet. Under tiden 1436-1515 föredrog det franska hovet att vistas på slotten i Loire snarare än i Paris, men använde både Hôtel des Tournelles och Château de Vincennes under sina besök i huvudstaden, och Ludvig XII avled här. Här hölls en berömd så kallad dödsdans-föreställning inför kungen 1451. 
De kungliga grevarna av Angoulême bodde på Hôtel des Tournelles fram till att greven av Angoulême år 1515 besteg tronen som kung Frans I av Frankrike. Frans I föredrog Louvren när han vistades i Paris, och Louvren blev i fortsättningen kungafamiljens huvudsakliga bostad när de besökte Paris. 
Frans I:s mor Louise av Savojen bodde dock kvar på Hôtel des Tournelles, och efter hennes död överlät Frans det på sin mätress Anne de Pisseleu d'Heilly. 
Efter Frans I:s död 1547 användes slottet ibland av Henrik II när han besökte Paris. Flera berömda festligheter ägde rum på slottet under Henrik II:s tid. Bland annat användes det under kröningen 1547. Det var också Hôtel des Tournelles som användes under de kungliga bröllop som ägde rum i Paris 1559, och som slutade med att Henrik II skadades under en tornering och sedan avled på just Hôtel des Tournelles samma år. 
Hans änka Katarina av Medici, som ogillade Hôtel des Tournelles för dess medeltida utseende, lät riva det och uppförde istället Tuilerierna mittemot kungaslottet Louvren.  